# George Kruck Cherrie
Pour les articles homonymes, voir Cherrie.
George Kruck Cherrie est un naturaliste américain, né en 1865 dans l'Iowa et mort en 1946.

## Biographie
À l’automne 1894, il est employé comme conservateur-assistant en ornithologie au sein du Field Museum of Natural History, qui vient d’ouvrir. Il conserve cette fonction jusqu’en 1897. Il prend part à environ quarante expéditions, principalement en Amérique du Sud et centrale, y compris l’expédition scientifique Roosevelt-Rondon en 1913-1914 au cours de laquelle Cherrie récolte des spécimens d’histoire naturelle pour l'American Museum of Natural History. En 1915, il se rend en Bolivie dans l’expédition Alfred Collins-Garnet Day. Cherrie conte ses expériences dans ses mémoires, Dark Trails: Adventures of a Naturalist, en 1930. Le myrmidon de Cherrie, Myrmotherula cherriei, lui est dédié par Hans von Berlepsch (1850-1915) et Ernst Hartert (1859-1933) en 1902.